# Division d'Honneur 1908-1909
La Division d'Honneur 1908-1909 è stata la 14ª edizione della massima serie del campionato belga di calcio disputata tra il 4 ottobre 1908 e il 23 maggio 1909 e conclusa con la vittoria del Union Saint-Gilloise, al suo quinto titolo.
Capocannoniere del torneo fu Vahram Kevorkian (Beerschot AC) con 30 reti.

## Formula
Il numero di squadre partecipanti alla competizione passò da 10 a 12 che disputarono un turno di andata e ritorno per un totale di 22 partite.
L'ultima classificata venne retrocessa in Promotion.

## Squadre
| Squadra                   | Città        | Stadio | Stagione 1907-1908  |
| ------------------------- | ------------ | ------ | ------------------- |
| FC Liégeois               | Liegi        |        | 7°                  |
| SC Courtraisien           | Courtrai     |        | 8°                  |
| Léopold Club de Bruxelles | Bruxelles    |        | 9°                  |
| Racing Club Bruxelles     | Uccle        |        | Campione del Belgio |
| FC Brugeois               | Bruges       |        | 3°                  |
| Beerschot AC              | Anversa      |        | 4°                  |
| CS Brugeois               | Bruges       |        | 10°                 |
| Anversa                   | Anversa      |        | 6°                  |
| Union Saint-Gilloise      | Saint-Gilles |        | 2°                  |
| Daring Club de Bruxelles  | Bruxelles    |        | 5°                  |
| Excelsior SC de Bruxelles | Forest       |        | Division 1          |
| RC de Gand                | Gand         |        | Division 1          |

## Classifica finale
|                   | Pos. | Squadra                   | Pt | G  | V  | N | P  | GF  | GS | DR  |
| ----------------- | ---- | ------------------------- | -- | -- | -- | - | -- | --- | -- | --- |
| Belgio (bandiera) | 1.   | Union Saint-Gilloise      | 41 | 22 | 19 | 3 | 0  | 101 | 13 | +88 |
|                   | 2.   | Daring Club de Bruxelles  | 34 | 22 | 15 | 4 | 3  | 63  | 27 | +36 |
|                   | 3.   | FC Brugeois               | 33 | 22 | 15 | 3 | 4  | 63  | 26 | +37 |
|                   | 4.   | Racing Club de Bruxelles  | 30 | 22 | 14 | 2 | 6  | 59  | 21 | +38 |
|                   | 5.   | Beerschot AC              | 23 | 22 | 10 | 3 | 9  | 64  | 46 | +18 |
|                   | 6.   | CS Brugeois               | 22 | 22 | 11 | 0 | 11 | 57  | 45 | +12 |
|                   | 7.   | Excelsior SC de Bruxelles | 22 | 22 | 9  | 4 | 9  | 41  | 41 | 0   |
|                   | 8.   | Anversa                   | 15 | 22 | 7  | 1 | 14 | 48  | 56 | -8  |
|                   | 9.   | SC Courtraisien           | 13 | 22 | 5  | 3 | 14 | 27  | 86 | -59 |
|                   | 10.  | Léopold Club de Bruxelles | 11 | 22 | 3  | 5 | 14 | 30  | 70 | -40 |
|                   | 11.  | FC Liégeois               | 11 | 22 | 5  | 1 | 16 | 22  | 84 | -62 |
|                   | 12.  | RC de Gand                | 7  | 22 | 2  | 3 | 17 | 20  | 80 | -60 |

Legenda:

      Campione del Belgio
      Retrocesso in Promotion
Note:

Due punti a vittoria, uno a pareggio, zero a sconfitta.

### Verdetti
- Union Saint-Gilloise campione del Belgio 1908-09.
- RC de Gand retrocesso in Promotion.